# 哥吉拉·摩斯拉·王者基多拉 大怪獸總攻擊
《哥斯拉·摩斯拉·王者基多拉 大怪獸總攻擊》是2001年12月15日上映的日本電影，東寶電影公司製作、發行，票房收入超過27億日圓，日本觀賞人次約240萬，為第三期哥斯拉電影（千禧年系列）中成績最佳。
此片是哥斯拉系列電影的第25集，但與前作並無關聯，而是直接延續1954年的第一集電影《哥斯拉》；導演金子修介曾執導平成「卡美拉」三部曲，使他成為目前唯一一位在日本兩大怪獸電影系列中均曾參與執導的導演。

## 劇情概要
1954年哥吉拉破壞了日本，但是在人類的齊心協力之下打敗了哥吉拉。多年以後哥吉拉再度出現並向日本展開報復，但是這次哥吉拉身上附有太平洋戰爭死者的怨靈使得自己刀槍不入，人類只有與護國三聖獸巴拉剛、魔斯拉和王者基多拉合作，才能夠打敗牠。

## 登場怪獸
本片中的登場怪獸，均設定了特定漢字名稱。
- 哥斯拉: 漢字寫成「吳爾羅」
- 巴拉剛：護國三聖獸之一，漢字寫成「婆羅護吽」
- 摩斯拉：護國三聖獸之一，漢字寫成「最珠羅」
- 基多拉：護國三聖獸之一，漢字寫成「魏怒羅」，成長為完全體之後稱為「千年龍王」

## 製作人員
- 導演：金子修介
- 特殊技術：神谷誠
- 監製：富山省吾
- 製作人：本間英行
- 劇本：長谷川圭一、橫谷昌宏、金子修介
- VFX監督：松本肇
- 音樂：大谷幸
- 哥吉拉主題曲：伊福部昭

## 演員
- 立花由里：新山千春
- 立花泰三：宇崎龍童
- 武田光秋：小林正寬
- 伊佐山嘉利：天本英世
- 門倉春樹：佐野史郎
- 丸尾淳：仁科貴
- 江森久美：南果步
- 三雲勝將：大和田伸也
- 日野垣真人：村井國夫
- 廣瀨裕：渡邊裕之
- 小早川：葛山信吾
- 崎田：中原丈雄
- 宮下：布川敏和
- 官房長官：津川雅彥
- 哥吉拉：吉田瑞穗
- 王者基多拉：大橋明
- 巴拉剛：太田理愛、佐佐木俊宜
- 客串：角田信朗、塚本高史、佐藤二朗、加瀨亮、謝昭仁、溫水洋一、篠原友惠、前田愛、前田亞季等

1. ↑  2002年配給収入10億円以上番組  日本映画製作者連盟